# Coasta Măgurii
Coasta Măgurii – wieś w Rumunii, w okręgu Jassy, w gminie Balș. W 2011 roku liczyła 228 mieszkańców.